# 松叶西风芹
松叶西风芹（学名：Seseli yunnanense）为伞形科西风芹属的植物，其种加词“yunnanense”意为“云南的”。中国特有植物。分布于中国大陆的四川、云南等地，生长于海拔600米至3,100米的地区，见于草丛中、疏林山沟阴湿处的、林下、灌木、山坡以及干旱草坡的，目前尚未由人工引种栽培。

## 别名
松叶防风（云南宾川）

## 异名
- Ligusticum falcarioides H.Wolff
- Peucedanum bupleuriforme H.Wolff
- Peucedanum bupleuroides H.Wolff
- Seseli mairei H.Wolff
- Seseli mairei var. mairei
- Seseli siamicum Craib